# Dildar
Dildar, właśc. Yûnis Reuf (ur. 20 lutego 1918 w Koysancak, zm. 12 października 1948 w Irbilu) – kurdyjski poeta i polityczny aktywista.
Urodził się w 1918 roku w mieście Koysancak (na terenie muhafazy Irbil, aktualnie terytorium Iraku). Po skończeniu szkoły wyższej w Kirkuku przeniósł się do Bagdadu, gdzie studiował prawo. W 1938 roku, podczas pobytu w więzieniu napisał pieśń Ey Reqîb, która później stała się hymnem Kurdystanu (w 1946 hymnem Republiki Mahabadzkiej – wtedy pieśń została po raz pierwszy wykonana i odśpiewana, a następnie Kurdyjskiego Regionu Autonomicznego).